# Третий лишний (фильм, 2012)
«Третий лишний» (англ. Ted) — американский фэнтезийный комедийный фильм 2012 года, снятый совместно с Сетом Макфарлейном и написанный Макфарлейном, Алеком Салкиным и Уэллсли Уайлдом по мотивам рассказа, написанного Макфарлейном. Первая часть франшизы «Тед», в фильме снялись Марк Уолберг и Мила Кунис, а Джоэл Макхейл и Джованни Рибизи сыграли второстепенные роли, а Макфарлейн озвучил и использовал захват движения главного героя. Фильм рассказывает историю Джона Беннетта, уроженца Бостона, чьё детское желание оживило его друга-плюшевого мишку Теда. Однако во взрослом возрасте дружба Теда и Джона начинает мешать развитию отношений Джона с его девушкой Лори Коллинз.
Полнометражный режиссёрский дебют Макфарлейна, фильм был спродюсирован Media Rights Capital и распространён Universal Pictures. Он был выпущен в кинотеатрах в США 29 июня 2012 года и стал кассовым хитом, собрав 549,4 млн долларов при бюджете в 50–65 млн долларов. «Тед» стал самым кассовым комедийным фильмом года и был номинирован на премию «Оскар» за лучшую песню к фильму. Он получил в целом положительные отзывы и успешно запустил франшизу с сиквелом, выпущенным в 2015 году, и приквелом в 2024 году.
Слоган фильма: «В любви не без медведя».

## Сюжет
В 1985 году восьмилетний Джон Беннетт живёт в Норвуде. Он загадывает желание получить рождественский подарок, большого плюшевого мишку Теда, который оживёт и станет его другом. Пожелание произошло, когда упала звезда, и желание сбывается. Слухи распространяются, и Тед быстро становится знаменитостью.
27 лет спустя Джон и Тед живут в Бостоне и остаются верными друзьями, наслаждающимися гедонистической жизнью. Джон встречается с Лори Коллинз из Филадельфии. По мере приближения их четырёхлетней годовщины встречи Лори надеется выйти замуж за Джона, но чувствует, что тот не может повзрослеть, пока Тед рядом. Джон не решается заставить Теда уйти, но меняет мнение, когда обнаруживает Теда в компании с проститутками.
Джон находит Теду отдельную квартиру и работу кассиром в продуктовом магазине, где Тед начинает встречаться с коллегой Тэми-Линн. Лори узнает, что Джон отсутствовал на работе, используя её как оправдание, чтобы проводить большую часть времени с Тедом. Джон и Лори приглашены на вечеринку, организованную менеджером Лори Рексом, но Тед заманивает Джона на вечеринку в свою квартиру предложением встретиться с Сэмом Джонсом, звездой их любимого фильма «Флэш Гордон». Джон намеревается задержаться  на несколько минут, но остаётся дольше. Лори находит Джона и расстаётся с ним. Джон говорит Теду, что тот разрушил его жизнь, а затем выгоняет его.
Джон и Тед начинают выяснять, кто из них разрушил дружбу, а затем дерутся. После ожесточенной драки в гостиничном номере Джона они примиряются. Чтобы восстановить отношения Джона с Лори, Тед договаривается с певицей Норой Джонс, чтобы во время её концерта Джон исполнил песню и выразил свою любовь к Лори. Он исполняет импровизацию песни «Осьминожка», которую поёт Рита Кулидж. Но Джона освистывают. Лори тронута попыткой и возвращается в свою квартиру, где Тед признается, что виноват и предлагает уйти от них, если Лори поговорит с Джоном.
Лори соглашается, но Теда похитил Донни, одержимый преследователь, который боготворил Теда в детстве. Донни планирует сделать Теда игрушкой для своего жестокого сына Роберта. Теду удается дозвониться до Джона, но медведя опять поймали. Понимая, что Тед в опасности, Джон и Лори находят дом Донни и выслеживают его, чтобы спасти Теда. Погоня ведет в Фенуэй Парк, где Джон бьет Роберта, вырубая его, но Тед получает повреждение и падает, разорванный пополам. Прибывает полицейская машина, вынуждая Донни бежать. Джон и Лори собирают начинку Теда, а тот загадывает желание, чтобы Джон был счастлив с Лори. Затем магия исчезает, и он превращается в обычного плюшевого мишку.
Джон и Лори пытаются восстановить Теда, но это не срабатывает. Чувствуя себя раздавленной, Лори загадывает желание во время падения звезды. На следующее утро Джон опускает голову, глядя на тело Теда. Тот волшебным образом восстанавливается и примиряется с Джоном и Лори, побуждая их возобновить отношения. Джон предлагает руку и сердце Лори, и она принимает. Некоторое время спустя Джон и Лори женятся, Тед соглашается жить собственной жизнью, поскольку он и Тэми-Линн продолжили отношения. Сэм Джонс пытается возобновить свою карьеру и переезжает в однокомнатную квартиру с Брэндоном Раутом. Рекс перестает преследовать Лори, впадает в глубокую депрессию и умирает от болезни Лу Герига. Донни арестовывает Департамент полиции Бостона за похищение Теда, но полиция не может предъявить ему обвинения, поскольку Тед не имеет прав как плюшевый мишка.

## В ролях
- Марк Уолберг — Джон Беннетт[3]
- Мила Кунис — Лори Коллинз[3]
- Сет Макфарлейн — Тед (озвучка)[3]
  - Зейн Кованс — молодой Тед (озвучка)
  - Тара Стронг — молодой Тед (реплика «Я люблю тебя»)
- Джованни Рибизи — Донни[3]
- Эйдин Минкс — Роберт
- Джоэл Макхейл — Рекс[3]
- Патрик Уорбертон — Гай[4]
- Джессика Барт — Тэми-Линн МакКафферти
- Билл Смитрович — Фрэнк Стивенс
- Джессика Строуп — Трейси[5]
- Лаура Вандервурт — Таня[6]
- Брэттон Мэйнли — маленький Джон
- Сэм Джонс — камео / Флэш Гордон
- Том Скерритт — камео
- Патрик Стюарт — рассказчик
- Алекс Борштейн — Хелен Беннетт
- Ральф Гарман — Стив Беннетт
- Райан Рейнольдс — Джаред (в титрах не указан)
- Нора Джонс — камео
- Мэтт Уолш — Томас Мёрфи
- Роберт Ву — Кван Минг / Минг Беспощадный

## Критика
В целом критиками фильм был воспринят положительно. На сайте - агрегаторе рецензий Rotten Tomatoes рейтинг одобрения составляет 69 % на основе 221 рецензии со средней оценкой 6,4 из 10. На Metacritic средний балл составляет 62 из 100 на основе 37 рецензий, что указывает на «в целом положительные отзывы».
Натан Рабин из The A.V. Club поставил фильму оценку «B». С другой стороны, критик из The New York Times назвал Теда «скучным, ленивым и дико неоригинальным».
В прокате фильм собрал 549 млн долларов, тем самым окупив свой бюджет 11 раз (в бюджет фильма не входят деньги, потраченные на маркетинг), он стал самым кассовым фильмом студии Universal в 2012 году.

## Продолжение
Премьера сиквела Сета Макфарлена с Марком Уолбергом состоялась 26 июня 2015 года в США. Милы Кунис, хоть она и была заявлена ранее, в новой части фильма не было.

## Награды и номинации
Данные по материалам сайта Internet Movie Database:
| Награды и номинации                                     | Награды и номинации                                | Награды и номинации          | Награды и номинации | Награды и номинации |
| Награда                                                 | Категория                                          | Номинант                     | Результат           |                     |
| ------------------------------------------------------- | -------------------------------------------------- | ---------------------------- | ------------------- | ------------------- |
| «Оскар»                                                 | «Лучшая песня к фильму»                            | Уолтер Мёрфи, Сет Макфарлейн | Номинация           |                     |
| Американское общество композиторов, авторов и издателей | Top Box Office Films                               |                              | Победа              |                     |
| «Сатурн»                                                | «Лучший фильм-фэнтези»                             |                              | Номинация           |                     |
| Eddie Awards                                            | «Лучший художественный фильм — комедия или мюзикл» |                              | Номинация           |                     |
| Critics' Choice Movie Awards                            | «Лучшая комедия»                                   |                              | Номинация           |                     |
| Critics' Choice Movie Awards                            | «Лучший комедийный актёр»                          | Марк Уолберг                 | Номинация           |                     |
| Critics' Choice Movie Awards                            | «Лучшая комедийная актриса»                        | Мила Кунис                   | Номинация           |                     |